# Anna rakkaudelle tilaisuus
 (janvier 2020).
Si vous disposez d'ouvrages ou d'articles de référence ou si vous connaissez des sites web de qualité traitant du thème abordé ici, merci de compléter l'article en donnant les références utiles à sa vérifiabilité et en les liant à la section « Notes et références ».
Chansons représentant la Finlande au Concours Eurovision de la chanson
Lapponia
(1977) Katson sineen taivaan
(1979)
Anna rakkaudelle tilaisuus (en français Donne une chance à l'amour) est la chanson représentant la Finlande au Concours Eurovision de la chanson 1978. Elle est interprétée par Seija Simola.
La chanson est la quatrième de la soirée, suivant Questo amore interprétée par Ricchi e Poveri pour l'Italie et précédant Dai li dou interprétée par Gemini pour le Portugal.
À la fin des votes, elle obtient 2 points (venant de la Norvège) et finit à la dix-huitième place ex aequo (avec Sevince interprétée par Nilüfer et Nazar pour la Turquie) sur vingt participants.
Une version en anglais Give Love A Chance paraît.